# ブリウエガの戦い
ブリウエガの戦い（ブリウエガのたたかい、スペイン語: Batalla de Brihuega）は、スペイン継承戦争中の1710年12月8日、同盟軍がマドリードからバルセロナから撤退している最中におこった戦闘。スタンホープ卿率いるイギリス後衛はブリウエガの町で同盟軍から切断され、ヴァンドーム公率いるフランス・スペイン連合軍に敗れた。ブリウエガの戦いは、イギリスがスペイン継承戦争から脱落した理由の1つとなった。

## 背景
1710年、アルメナラの戦い（7月27日）とサラゴサの戦い（8月20日）の連勝により、カール大公を支持した大同盟軍はマドリードを再び占領することに成功した。9月21日、カール大公（同盟軍の主張では「スペイン王カルロス3世」）はマドリードに入城した。しかし、1710年の侵攻は1706年の侵攻と同じ結果となった。同盟軍の人数は2万3千で、アルメナラとサラゴサの両戦闘で2千を失ったが、さらに疫病とゲリラとの小競り合いの連続で弱まり、カスティーリャを維持するには力不足であった。ポルトガル軍からの助けも期待できなかった。
ブルボン家の軍勢はフランスの将軍ヴァンドーム公により急速に再編された。ヴァンドーム公はフェリペ5世の祖父、フランス王ルイ14世からスペインに貸されていた。スペインの志願兵と正規軍にフランスのアイルランド人旅団と秘密裏にスペイン軍と合流するよう命令されたフランス軍が合流した。
マドリードが最も貧しい住民を除いてもぬけの殻となったことにより、大同盟はマドリードの占領を継続できなくなった。11月9日、同盟軍はマドリードからカタルーニャへの撤退を開始した。カール大公は本軍を置いて、近衛の騎兵2千とともにバルセロナへ急いだ。残りの軍勢は補給が困難だったため2隊に分け、グイード・フォン・シュターレンベルク将軍は前方の本軍1万2千を率いて前進、1日間の行軍距離を置いてスタンホープ卿率いる5千人が続いた。しかし、ヴァンドーム公という有能な将軍がいる状況で軍を2隊に分けることは命取りとなった。

## 戦闘
ヴァンドーム公は軍を率いてタラベラから発ち、冬のスペインにしては極めて高速でイギリス軍を追撃した。ヴァンドーム公は常にそうだったように、騎兵の先頭に立って増水していたエナレス川を泳いで渡り、数日でスタンホープを追い越した。スタンホープはこのとき、大同盟軍左翼とともにブリウエガにいた。
スタンホープは「わたしを含めて、だれも彼らが数日間で追いつけるとは想像できない。わたしたちの不幸は彼らの軍が示した素晴らしい勤勉さによるものだ」と述べた。スタンホープは同盟軍の中央部に報せを伝えたが、この報せを伝える使者の派遣はヴァンドーム公が12月8日にスタンホープ軍を攻撃する直前にしかできなかった。翌日朝にはブリウエガの町が四方から包囲された。
重砲でブリウエガの城壁を砲撃した後、ゲートの1つの下で爆弾が爆発した。イギリス軍も火薬が切れるまで打ち続け、その後はヴァンドーム公の軍勢が銃剣で町を強襲、血なまぐさい市街戦を戦いはじめる中、イギリス軍は死に物狂いで戦った。イギリス軍はヴヴァンドーム公の軍勢に占領された建物に放火しようとしたが失敗した。スタンホープはこれ以上抵抗しても無駄であると考え、降伏した。

## その後
ヴァンドーム公がスタンホープの降伏文書に署名した直後、シュターレンベルクが進軍してスタンホープ軍への包囲を解こうとしたという報せが舞い込んできた。12月10日、両軍はビリャビシオーサの戦いで激突、その後はシュターレンベルクが同盟軍の撤退を継続した。
イギリス軍は長らく捕虜に留まることはなく、捕虜交換で1711年10月に帰国した。